# Liste der Listen der Unterrichtungstafeln in Deutschland
Diese Liste gibt eine Übersicht über die Unterrichtungstafeln und touristischen Hinweisschilder an deutschen Autobahnen und Bundesstraßen.

## Autobahnen
- Unterrichtungstafeln an A 1xx
- Unterrichtungstafeln an A 2xx
- Unterrichtungstafeln an A 3xx
- Unterrichtungstafeln an A 4xx
- Unterrichtungstafeln an A 5xx
- Unterrichtungstafeln an A 6xx
- Unterrichtungstafeln an A 7xx
- Unterrichtungstafeln an A 8xx
- Unterrichtungstafeln an A 9xx

## Bundesstraßen
- Unterrichtungstafeln an Bundesstraßen